# Johannes Raab

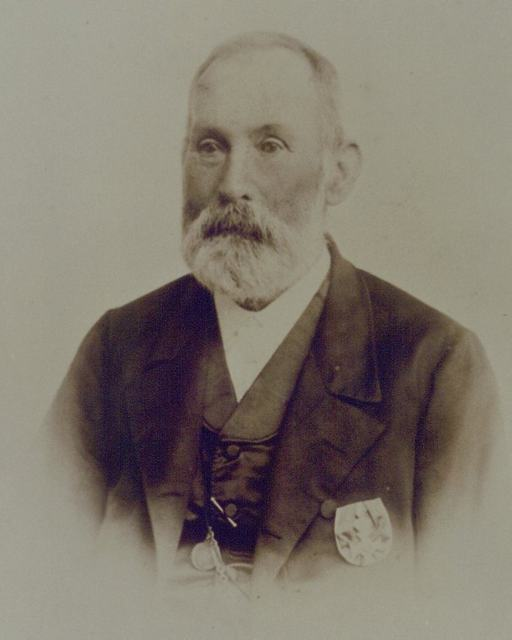
Johannes Raab

Johannes Raab (* 3. April 1826 in Kirdorf; † 31. Oktober 1881 ebenda) war ein hessisch-homburger Politiker und Abgeordneter des Landtags von Hessen-Homburg.

## Leben
Raab war der Sohn des Strumpfwebers Johann Dietrich Raab (* 2. März 1792 in Kirdorf; † 18. Oktober 1850 ebenda) und dessen Ehefrau Eva geborene Schwind (* um 1784; † 3. Juni 1860 in Kirdorf). Schwind, der katholischer Konfession war, heiratete am 20. September 1849 in Kirdorf Anna Maria geborene Bender (* 28. Februar 1827 in Kirdorf), der Tochter des Johannes Bender II.
Raab besuchte die Kirdorfer Volksschule und arbeitete dann zunächst als Strumpfweber. Raab war 1848 Gemeindevorsteher, 1848 bis 1850 Schultheiß und 1850 bis 1867 (nach Raab/Ohmeis bis zum Lebensende) Bürgermeister von Kirdorf. Bei der Wahl zum ersten Landtag von Hessen-Homburg wurde Heinrich Will für den Wahlkreis Kirdorf, Oberstedten in den Landtag gewählt.
Er ist auf dem Kirdorfer Friedhof an der Friedensstraße begraben.
Sein ältester Sohn, Heinrich Raab (* 7. März 1847; † 30. November 1912) wurde nach seinem Tod ebenfalls Bürgermeister von Kirdorf. Er war der letzte Bürgermeister, bevor Kirdorf eingemeindet wurde.

## Auszeichnungen
- „Hessisches Ehrenzeichen für langjährige Treue und Dienste“ (1873)
- Die Raabstraße in Kirdorf ist nach ihm und seinem Sohn benannt